# Groovus Maximus
Groovus Maximus är den svenska gruppen Electric Boys andra studioalbum, släppt maj 1992. Alla låtar är skrivna av Conny Bloom. Skivan spelades in i Abbey Road Studios i London.

## Låtförteckning
1. "Groovus Maximus" – 3:41
2. "Knee Deep in You" – 3:42
3. "Mary in the Mystery World" – 5:27
4. "Fire in the House" – 3:12
5. "The Sky is Crying" – 3:38
6. "Bed of Roses" – 4:33
7. "She's Into Something Heavy" – 3:48
8. "Dying to Be Loved" – 4:38
9. "Bad Motherfunker" – 2:43
10. "When Love Explodes" – 3:51
11. "Tambourine" – 2:03
12. "Tear it Up" – 3:25
13. "March of the Spirits" – 3:26

## Medverkande
- Conny Bloom – sång, gitarr, sitar
- Franco Santunione – gitarr, bakgrundssång
- Andy Christell – basgitarr, bakgrundssång
- Niclas Sigevall – trummor